# Rhodostrophia froitzheimi
Rhodostrophia froitzheimi là một loài bướm đêm trong họ Geometridae.